# Mannheimer FC Phönix 02
Maillots
Dernière mise à jour : 11 avril 2011.
Le Mannheimer FC Phönix 02 est un club allemand de football localisé à Mannheim dans le Bade-Wurtemberg.

## Histoire (football)

### De 1902 à 1914
Le club fut fondé en mai 1902 par des étudiants. Afin de se différencier des autres équipes, les membres du Mannheimer FC Phönix 02 portèrent des chemises de gymnastique blanches et des culottes noires. Le premier local fut le restaurant "Zum Kirchgarten".
Un an après la fondation, le Phönix s’unit avec le Mannheimer FC Bavaria récemment créé.
Dans les premières années du XXe siècle, le club phare de la localité de Mannheim était le Mannheimer FG 1896 qui avait remporté en 1900, le championnat organisé par la Mannheimer Fussball-Bunds et qui continua de dominer le football local les années suivantes.
Le FC Phönix surprit tout le monde en 1905 en se classant devant le FG 1896 dans la Klasse 1 de la  Pfalzgau. Le Phönix avait été admis en 1904 dans les compétitions de la Verband Süddeutscher Fußball-Vereine (VSFV) et versé dans la Pfalzgau.
Jouant dans la plus haute ligue régionale de l’époque, le FC Phönix 02 dut redescendre en 1908 car il ne disposait pas de son propre terrain comme l’exigeaient les règles de participation. Il glissa alors en B-Klasse.
Avec une solide équipe, le Mannheimer FC Phönix 02 remporta la B-Klasse Neckarau, en 1910, sans avoir perdu le moindre point. Pour l’année suivante, le club se trouva un terrain propre, derrière la Uhlandschule à un endroit alors appelé Fohlenweide. Il put ainsi remonter dans la plus haute série.
En 1911, le FC Phönix, néo-promu, se classa 3e derrière le Mannheimer FG 1896 et le FV 1900 Kaiserslautern.
Le 2 novembre 1911 eut lieu à Mannheim une grande fusion entre plusieurs clubs pionniers. Le Mannheimer FG 1896, le VfB Union 1897 Mannheim et le FC Victoria 1898 Mannheim formèrent le VfR Mannheim. Le FC Phönix fut aussi contacté avec insistance mais après négociations, le club finit par rejeter l’offre.
À la fin de la saison 1911-1912, le MFV Phönix 02 termina à égalité de points avec le FV 1900 Kaiserslautern et deux points de plus que le VfR Mannheim. Comme les buts n’entraient pas en ligne de compte, un match d’appui décida du titre. Me Phönix battit le futur "1. FCK" par 2-0 et remporta le titre de la Westkreise. Lors du tour final pour désigner le Süddeutscher Meister, le MFV Phönix 02 termina 2e derrière le Karlsruher FV mais devant le SpVgg Fürth et le Frankfurter FV.
Dans les saisons qui suivirent, le VfR Mannheim prit sa revanche et devança le MFV Phönix.
Après le déclenchement de la Première Guerre mondiale, les compétitions de football officielles s’estompèrent et laissèrent la place à quelques joutes locales.

### Entre-deux guerres
A la reprise des compétitions, après le conflit, le Mannheimer FC Phönix 02 ne se montra plus aussi performant. Le sommet du football à Mannheim était alors accaparé par la lutte que se livraient le VfR et le SV Waldhof conduit par l’entraîneur à succès William Townley. Cette équipe s’appuyait sur un redoutable trio d’attaquants, surnommé le "Triple H": Sepp Herberger, Karl Höger et Willi Hutter.
Le MFC Phönix 02 s’attira les foudres des responsables régionaux en 1921, à la suite de ce qui fut appelé « l’affaire du joueur professionnel » (le professionnalisme n’étant pas officiellement instauré en Allemagne à cette époque). Le club tenta d’attirer l’attaquant international Herberger du SV Waldhof Mannheim pour 10 000 DM. Après une rapide enquête, le MFC Phönix 02 se vit infligé une amende de 5 000 DM et trois de ses membres furent suspendus à vie. Herberger passa lors au VfR !
En 1922, le MFC Phönix 02 remporta le titre en Odenwaldkreis. Puis après deux saisons sans histoires, le club fut relégué vers le 2e niveau en 1925, mais il remonta l’année suivante. 
En 1933 dès leur arrivée au pouvoir, Adolf Hitler et son NSDAP mirent l’Allemagne sous la botte de leur régime totalitaire. Ils employèrent le sport comme moyen de propagande et de contrôle de la population. En football, les Nazis exigèrent la création de seize ligues, les Oberligen. Les équipes de Mannheim furent géographiquement placées dans la zone de la Gauliga Baden. Avec le VfR Mannheim et le SV Waldhof Mannheim 07, le VfL Neckarau constitua la 3e force de la localité. Le Mannheimer FC Phönix 02 ne fut jamais en mesure de décrocher une place en Gauliga.
Lors de la saison 1943-1944, le MFC Phönix 02 conclut une association de guerre (en Allemand: Kriegspielgemeinschaft – KSG) avec le SC Käfertal pour jouer sous le nom de KSG Käfertal/Phönix Mannheim. Cette KSG joua une saison dans la Gauliga Baden, Groupe Nord. Lors de la saison suivante, les compétitions furent arrêtées après deux matches.
En 1945, le club fut dissous par les Alliés, comme tous les clubs et associations allemands (voir Directive n°23). Il fut rapidement reconstitué.

### Depuis 1945
Dans le Sud de l’Allemagne, les compétitions de football reprirent assez rapidement avec entre autres, la Fussball Oberliga Süd.
Versé dans une ligue amateur, le Mannheimer FC Phönix 02 suivit le mouvement mais ne fut pas en mesure de se mettre immédiatement en évidence. Il fallut attendre 1955, pour que le club puisse quitter la 2. Amateurliga Nordbaden et accéder à la 1. Amateurliga Nordbaden, soit une montée du 4e vers le 3e niveau de la hiérarchie.
En 1959, le MFC Phönix 02 fut vice-champion. L’année suivante, il termina à égalité avec le SpVgg Sandhofen. Un match d’appui eut lieu sur le terrain du VfR Mannheim. Le 16 avril 1960, le Phönix 02 s’imposa (2-0) et conquit le titre et gagna sa place au tour final pour la montée en 2. Oberliga Süd. Le club ne put faire mieux qu’une 4e et dernière place dans son groupe remporté par le SV Schwaben Augsburg.
Le cercle, qui s’était entre-temps installé dans la Hochuferstrasse, resta dans la 1. Amateurliga Nordbaden jusqu’en 1966 puis fut relégué. Le club refit encore des aller/retour vers le 3e niveau, en 1970 puis en 1972. 
Par la suite, le MFC Phönix 02 régressa sérieusement dans la  hiérarchie.
En 2010-2011, le Mannheimer FC Phönix 02 évolue en  Kreisklasse A Mannheim Groupe 2, soit le 9e niveau de la hiérarchie de la DFB. 